# Шахов, Альберт Георгиевич
Альбе́рт Гео́ргиевич Ша́хов (5 октября 1975) — украинский футболист и тренер.

## Игровая карьера
В футбол начинал играть в днепродзержинском «Металлурге» в 1992 году. В 1994 году стал игроком днепропетровского «Днепра», в котором 8 ноября 1994 года в матче с «Таврией» дебютировал в высшей лиге чемпионата Украины. Всего в высшей лиге в составе трёх клубов — «Днепр», «Кремень» и «Нива» (Винница) — сыграл 18 матчей. Основную часть карьеры провёл в клубах низших дивизионов. За пределами Украины играл в командах «Маккаби» (Петах-Тиква, Израиль), «Уралмаш» (Екатеринбург) и «Динамо» (Ставрополь) — Россия, «Сталь» (Красник, Польша).

## Тренерская карьера
После возвращения из Польши в 2010 году перешёл на тренерскую работу в своём бывшем клубе «Феникс-Ильичёвец». Зимой 2011 года, после реорганизации «Феникса» в «Жемчужину» (Ялта), вошёл в тренерский штаб нового клуба. В 2012 году в составе «Жемчужины» выходил на поле в официальных матчах, являясь одним из пяти самых возрастных игроков второй лиги чемпионата Украины сезона 2012/13.
Работал помощником старшего тренера «Волынь» U-19. В августе 2017 года после отставки Ярослава Комзюка возглавил «Волынь» в первой лиге.